# スパイ (1939年の映画)
『スパイ』（The Spy in Black）は1939年のイギリスのスパイ映画。米国公開時のタイトルは『U-Boat 29』。後に映画史上屈指の名コンビとして数々の傑作を生み出すことになるマイケル・パウエルとエメリック・プレスバーガーの2人が初めてタッグを組んだ作品である。なお、本作ではパウエルが監督、プレスバーガーが脚本を務めている。
日本では劇場未公開だが、WOWOWで放送された。

## キャスト
- ハルト艦長 - コンラート・ファイト： ドイツ軍スパイ。
- アシントン - セバスチャン・ショウ： イギリス軍士官。ドイツに情報を売る。
- ティール - ヴァレリー・ホブソン： 教師になりすましたドイツ軍女スパイ。
- フェリックス・シュースター - マリウス・ゴーリング
- アン・バーネット - ジューン・デュプレ： 女性教師。